# فرط التحسس من النمط الثاني
فرط التحسس من النمط الثاني أو فرط الحساسية من النوع الثاني (بالإنجليزية: type II hypersensitivity)‏ (ويعرف أيضا أيضا بـفرط التحسس الخاص (النوعي) بالنسيج (بالإنجليزية: hypersensitivity tissue-specific)‏، أو فرط التحسس السام للخلايا (بالإنجليزية:  cytotoxic hypersensitivity)‏) نوع من أنواع فرط التحسس تترابط فيه الأجسام المضادة التي تنتجها الاستجابة المناعية مع مولدات الضد على سطوح الخلايا. يمكن لمولدات الضد المتعرف عليها بهذه الطريقة أن تكون إما مولدات ضد ذاتية (جزء من خلايا المريض) أو مولدات ضد خارجية (دخيلة على الخلايا أثناء تعرض الخلايا لبعض مولدات الضد الخارجية، كجزء من العدوى). ويتم التعرف على هذه الخلايا عن طريق خلايا البلعم أو الخلايا المتغصنة، ة التي تعمل كخلايا مقدمة للمستضد، وهذا بدوره يتسبب في استجابة الخلايا البائية بإنتاج الأجسام المضادة لمولد الضد الغريب (الأجنبي).
من أشهر الأمثلة على فرط الحساسية من النمط الثاني عدم توافق الدم فصيلة الدم، حيث يكون لكرات الدم الحمراء مستضدات مختلفة، مما يجعل الجهاز المناعي يتعرف عليها على أنها مختلفة؛ الأمر الذي يتسبب في حدوث تكاثر للخلايا البائية التي تنتج الأجسام المضادة لكرات الدم الغريبة (الأجنبية). وترتبط الأجسام المضادة غلوبيولين مناعي ج وغلوبيولين مناعي م بمولدات الضد لتشكل مركب يعمل على تنشيط المسار الكلاسيكي لتفعيل المكملات للقضاء على الخلايا التي تحمل مولدات الضد الخارجية (الأجنبية)، وقد يستغرق التفاعل من ساعات لأيام.
يمكن أن تؤثر تفاعلات فرط التحسس من النمط الثاني على الخلايا السليمة، ومن الأمثلة على ذلك خلايا الدم الحمراء في فقر الدم الانحلالي ومستقبلات الأستيل كولين في الوهن العضلي الوبيل.
مثال آخر على تفاعل فرط التحسس من النمط الثاني هو متلازمة غودباستشر حيث تتم مهاجمة الغشاء القاعدي (المحتوي على نوع الكولاجين الرابع) في الرئة والكلى بواسطة الأجسام المضادة الذاتية.